# بونغاني كومالو
بونغاني كومالو (بالإنجليزية: Bongani Khumalo)‏، 6 يناير 1987، لاعب كرة قدم جنوب أفريقي. بدأ مشواره الكروي لاعبًا بنادي أما تكس (نادي جامعة بريتوريا حاليًا) بين عامي 2005 و2007، ثم انتقل إلى نادي سوبرسبورت يونايتد الجنوب إفريقي، ثم انتقل سنة 2011 إلى نادي توتنهام هوتسبير الإنجليزي.
انضم إلى صفوف منتخب جنوب أفريقيا لكرة القدم في عام 2008.

## روابط خارجية
- بونغاني كومالو على موقع الاتحاد الدولي (مؤرشف)  (الإنجليزية)
- بونغاني كومالو على موقع إي إس بي إن إف سي (الإنجليزية)
- بونغاني كومالو على موقع قاعدة بيانات كرة القدم.إي يو (الإنجليزية)
- بونغاني كومالو على موقع ناشيونال فوتبول تيمز (الإنجليزية)
- بونغاني كومالو على موقع Soccerbase.com (لاعب) (الإنجليزية)
- بونغاني كومالو على موقع Soccerway.com (الإنجليزية)
- بونغاني كومالو على موقع عالم كرة القدم.نت (الإنجليزية)
- بونغاني كومالو على موقع كووورة
- بونغاني كومالو على موقع AS.com (الإسبانية)